# Gomphandra andamanica
Gomphandra andamanica là một loài thực vật có hoa trong họ Stemonuraceae. Loài này được King mô tả khoa học đầu tiên năm 1895.